# Rhytia princeps
Rhytia princeps är en fjärilsart som beskrevs av Jean Baptiste Boisduval 1832. Rhytia princeps ingår i släktet Rhytia och familjen nattflyn. Inga underarter finns listade.